# Shannon Rutherford
Shannon Rutherford è un personaggio della serie televisiva Lost, interpretato da Maggie Grace.

## Biografia

### Prima dello schianto
All'età di 8 anni, suo padre sposò Sabrina Carlyle, cosicché lei potesse trascorre l'adolescenza con il suo fratellastro: Boone Carlyle.
Shannon soffre d'asma ma lo nasconde perché pensa che non sia "trendy" (avrà un forte attacco sulľisola). Il padre di Shannon muore quando lei ha 18 anni, ed in mancanza di un testamento tutti i suoi beni vengono ereditati dalla moglie, che taglia i fondi a Shannon, la quale è costretta a passare un periodo in Francia come ragazza alla pari e a rinunciare ai suoi sogni di ballerina, non avendo i soldi per pagarsi lo stage alla prestigiosa Martha Graham Dance Company di New York, che aveva accettato la sua domanda.
Cercando di rientrare in possesso di parte del patrimonio, Shannon finge di avere un fidanzato violento e chiede aiuto al fratellastro, certa che pagherà l'uomo purché la lasci in pace. Non tutto finisce come sperato perché l'uomo, avuto il denaro, non lo divide con Shannon, che è costretta a rivelare l'inganno a Boone e, sfruttando il debole che il ragazzo ha per lei, lo seduce.
Nonostante siano andati a letto assieme Shannon informa Boone che tra loro non è cambiato niente.
All'aeroporto, prima dell'imbarco sul volo che li avrebbe dovuti riportare a Los Angeles, Shannon viene avvicinata da Sayid Jarrah, che le chiede di tenere d'occhio la sua valigia per un momento.

### Dopo lo schianto
Dopo la morte di Boone, provocata dalla caduta di un aereo trovato sull'isola, Shannon sprofonderà nell'angoscia. Ad aiutarla a superare il trauma sarà Sayid Jarrah, del quale si è innamorata; i due andranno a vivere insieme in una capanna un po' più distante dal campo principale. La notte dopo il trasferimento nella capanna, Shannon vede il giovane Walt nella foresta e lo segue. Sayid le va dietro, ma tra le piante tropicali la ragazza troverà solo Ana Lucia che le sparerà un colpo di pistola nel petto, credendo che la ragazza facesse parte degli Altri.

## Episodi dedicati a Shannon
| Stagione | Titolo italiano    | Titolo originale | Tipo di flash |
| -------- | ------------------ | ---------------- | ------------- |
| 1        | Esodo, prima parte | Exodus: Part 1   | flashback     |
| 2        | Abbandono          | Abandoned        | flashback     |